# Crudia ledermannii
Crudia ledermannii är en ärtväxtart som beskrevs av Hermann August Theodor Harms. Crudia ledermannii ingår i släktet Crudia, och familjen ärtväxter. Inga underarter finns listade i Catalogue of Life.